# Луцьян Ліс
Луцьян Ліс (пол. Lucjan Lis, 8 серпня 1950 — 26 січня 2015) — польський велогонщик.
Срібний призер Олімпійських Ігор 1972 року в роздільній командній гонці.
Чемпіон світу з велоперегонів на шосе 1973 року в роздільній командній гонці, бронзовий призер 1971 року в роздільній командній гонці.